# Jacob Bernays
Jacob Bernays (geboren 11. September 1824 in Hamburg; gestorben 26. Mai 1881 in Bonn) war ein deutscher Klassischer Philologe.

## Leben
Jacob Bernays’ Vater Isaak Bernays (1792–1849) war der erste orthodoxe deutsche Rabbiner, der auf Deutsch predigte. Jacobs Bruder war Michael Bernays. Er studierte 1844–1848 an der Universität Bonn, deren philologische Fakultät unter Friedrich Gottlieb Welcker und Friedrich Ritschl (dessen Lieblingsschüler Bernays wurde) damals das Zentrum der klassischen Philologie in Deutschland war.
Bernays wurde im Jahr 1848 mit einer Arbeit über Heraklit promoviert und habilitierte sich unmittelbar danach. Weil er wegen seines jüdischen Glaubens keine Professur an einer deutschen staatlichen Universität erhielt, übernahm er 1853 den Lehrstuhl für klassische Philologie am neu gegründeten Jüdisch-Theologischen Seminar Fraenckel’scher Stiftung in Breslau, wo er eine enge Freundschaft mit Theodor Mommsen einging.
Die „normale“ akademische Karriere konnte er erst nach der Gründung des Norddeutschen Bundes im Jahr 1866 einschlagen, die die endgültige rechtliche Emanzipation der Juden mit sich brachte. Als Ritschl im Jahr 1866 nach dem berühmten „Bonner Philologenstreit“ mit Otto Jahn Bonn Richtung Leipzig verließ, wurde Bernays an seine alte Universität als außerordentlicher Professor und Hauptbibliothekar berufen. Er blieb bis zu seinem Tod in Bonn. Er hatte großen Einfluss auf zahlreiche Philologen, unter ihnen Ulrich von Wilamowitz-Moellendorff und Theodor Heyse.
Bernays bekannte sich zeitlebens zum traditionellen Judentum und weigerte sich, zum Christentum zu konvertieren, um dann eine Karriere als Hochschullehrer antreten zu können. Daher musste er lange darauf warten, bis er zum Professor an einer preußischen Universität ernannt wurde. Sein Fall erregte großes Aufsehen und wurde sogar im preußischen Parlament diskutiert. Seit dem 12. Januar 1865 war Bernays korrespondierendes Mitglied der Preußischen Akademie der Wissenschaften.

## Genealogie
Jacob Bernays war der Onkel von Martha Bernays, Freuds Ehefrau, und Großonkel von Edward Bernays.

## Werk
Bernays’ wissenschaftliche Interessen lagen vor allem im Bereich der griechischen Philosophie. Trotz seiner umfassenden Kenntnis der antiken Texte und des gesamten philologischen Schrifttums seit der Renaissance hielt Bernays sich stets an eng umschriebene Themen und oft an scheinbar abseitige Autoren, die er mit äußerster Akribie und exakter Phantasie behandelte und in geschliffener Sprache darstellte. Für die Form der großen monographischen Abhandlung fehlte es ihm nach seinem eigenen Bekunden an der dafür nötigen Oberflächlichkeit. Damit wurde Bernays zu einer scharf profilierten Gestalt, die sich von der während seiner Lebenszeit aufkommenden, von seinem Freund Mommsen entscheidend beförderten Entwicklung zum Forschungsbetrieb abhebt. Diese war durch Organisationsgründungen und Jahrzehnte in Anspruch nehmende Großprojekte gekennzeichnet. Sie hat in der Wissenschaftsgeschichtsschreibung große Aufmerksamkeit gefunden, so bei Arnaldo Momigliano und Jean Bollack.
Seine Behandlung der Herakliteischen Fragmente stellte das erste und maßstabsetzende Beispiel dafür dar, wie Originaltexte vorsokratischer Philosophen aus ihrem Überlieferungskontext zurückgewonnen werden können. So hat er in einer methodisch epochemachenden Abhandlung Theophrasts verlorene Schrift Über die Frömmigkeit aus Zitaten in den Schriften des Porphyrios rekonstruiert. Da dieser Text zugleich das erste Zeugnis für die Kenntnis der Griechen vom Judentum darstellt, handelte es sich für Bernays aber nicht lediglich um eine Demonstration philologischer Methode, als die dieses Werk von Anfang an bewundert wurde.
Auf der Wechselbeziehung von griechischer und hebräischer Philologie beruhte auch die Faszination Bernays’ für Joseph Scaliger, dem er 1855 eine Lebensbeschreibung widmete. Die Vereinigung der hebräischen Bibel mit der griechisch-römischen Bildung war das erklärte Ziel von Bernays’ Bemühungen (Ges. Abh., Bd. 2, S. 195), mit der er als Wissenschaftler gegen die von ihm abgelehnte Assimilation der Juden an die vom Christentum geprägte Gesellschaft des neunzehnten Jahrhunderts Stellung nahm. Als sein Bruder, der später als Goethe-Forscher bekanntgewordene Michael Bernays, sich taufen ließ, brach Jacob Bernays die Beziehungen zu ihm ab, um sie nie wieder aufzunehmen.
Das größte Aufsehen erregten jedoch die Grundzüge der verlorenen Abhandlungen des Aristoteles über die Wirkung der Tragödie (1857), in der er Aristoteles’ nur unvollständig erhaltene Poetik rekonstruierte. Heute noch bekannt und anerkannt ist Bernays’ Beitrag zum Verständnis der Katharsis-Lehre der Poetik. Die Erhellung der aristotelischen Theorie tragischer Wirkung hatte großen Einfluss auf Friedrich Nietzsches Abhandlung „Die Geburt der Tragödie aus dem Geiste der Musik“ sowie auf die psychologischen Theorien Sigmund Freuds.

## Schriften
- Die Lebensbeschreibung des J.J. Scaliger. 1855.
- Über das Phokylideische Gedicht. Ein Beitrag zur hellenistischen Litteratur. Barth, Breslau 1856. (Digitalisat)
- Grundzüge der verlorenen Abhandlung des Aristoteles über Wirkung der Tragödie. Trewendt, Breslau, 1857. (Digitalisat)
- Ueber die Chronik des Sulpicius Severus Hertz, Berlin 1861. (Digitalisat)
- Die Dialoge des Aristoteles im Verhältniss zu seinen übrigen Werken. Hertz, Berlin 1863. (Digitalisat)
- Theophrastos' Schrift über Frömmigkeit. Barth, Breslau 1866. (Digitalisat)
- Die Heraklitischen Briefe. Hertz, Berlin 1869. (Digitalisat)
- Aristoteles' Politik. Erste, zweites und drittes Buch. Mit erklärenden Zusätzen ins Deutsche übertragen (1872), Online-Zugriff
- Lucian und die Kyniker. Hertz, Berlin 1879. (Digitalisat)
- Zwei Abhandlungen über die Aristotelische Theorie des Dramas. Hertz, Berlin 1880. (Digitalisat)
- Phokion und seine neueren Beurtheiler, ein Beitrag zur Geschichte der griechischen Philosophie und Politik. Hertz, Berlin 1881. (Digitalisat)
- Gesammelte Abhandlungen. Hrsg. von Hermann Usener. 2 Bde. Hertz, Berlin 1885. (Digitalisat Band 1), (Band 2)
- Geschichte der Klassischen Philologie. Vorlesungsnachschrift von Robert Münzel. Hildesheim/New York: Olms 2008 (Spudasmata, Bd. 120), ISBN 978-3-487-13697-4, Rezension von Jochen Lückoff, Bryn Mawr Classical Review 2009.01.37
- „Du, von dem ich lebe!“. Briefe an Paul Heyse. Hrsg. von William M. Calder III und Timo Günther. Wallstein, Göttingen 2010, ISBN 978-3-8353-0743-8.